# Pteropus aldabrensis
Pteropus aldabrensis (Крилан альдабрський) — вид рукокрилих, родини Криланових. 

## Опис
Шерсть світло-коричневе на спині, з рясним розсіюванням сріблясто-сірого волосся. Низ жовтувато-вохристий або тепло-помаранчевий. Цей вид має відносно довгі й вузькі крила, які дозволяють швидко й ефективно літати. Довжина Передпліччя: 130–141 мм. Довжина вуха: 30–35 мм.

## Поширення
Країни поширення: Сейшельські острови (Альдабра). Атол складається з мангрових дерев, що оточують центральну лагуну, гаїв дерев Casuarina на приморському ободі й щільної, чагарникової рослинності, яка покриває решту атола. Населення, як повідомляється, складається тільки з кількох сотень тварин. Групи цих криланових були зафіксовані від сухого чагарнику на півдні острова до сухого лісу на півночі острова. 

## Поведінка
Веде нічний спосіб життя. Спочиває вдень на деревах. Харчується фруктами, напр. Terminalia catappa, Cocos nucifera, Ficus, Agave. Таким чином вид виконує функції запилення та розсіювання насіння. Вид доповнює фруктову дієту іншими джерелами білка, такими як пилок, комахи, нирки і листя.

## Загрози
Крихітне поширення цього виду робить його неймовірно вразливим для будь-якої катастрофічної події, будь-то з вини людини, як-от введення хижака на атол, або з вини природи, наприклад, потенційно руйнівних наслідків циклону.

## Охорона
Атол добре захищений, будучи призначений спеціальним резервом у 1976 році й об'єктом всесвітньої спадщини в 1982 році. Атол заселений лише невеликим числом учених, і тому природне середовище проживання значною мірою не залежить від загроз і тиску, пов'язаних з людським житлом.